# Norwegische Waldkatze
| Norwegische Waldkatze        | Norwegische Waldkatze |
| Standard FIFé: NFO, GCCF: 64 | Standard FIFé: NFO, GCCF: 64 |
| ---------------------------- | --- |
| Schulterhöhe                 | 40 bis 45 cm |
| Länge                        | 100 bis 130 cm (Nase bis Schwanz) |
| Gewicht                      | Kater: 5 bis 9,5 kg Katze: 3,5 bis 7 kg |
| Farbe                        | Alle Farben und Zeichnungen erlaubt, mit oder ohne beliebigem Weißanteil. Ausnahmen sind Pointabzeichen, chocolate, lilac, cinnamon und fawn. |
| Liste der Katzenrassen       | |

Die Norwegische Waldkatze, kurz als Norweger bezeichnet (norwegisch Norsk Skogkatt), ist eine sehr ursprüngliche, über lange Zeiträume ohne gezielte züchterische Einflussnahme entstandene regionale Hauskatze Norwegens. Sie wurde in den 1930er Jahren redomestiziert und wird seit den 1970er Jahren den „natürlichen Rassen“ zugerechnet. Die Norwegische Waldkatze ist groß, robust und hat halblanges Fell mit einem ausgeprägten buschigen Schwanz und einer deutlichen Halskrause.

## Herkunft
Die Ursprünge der Norwegischen Waldkatze sind unerforscht. Möglicherweise haben Seefahrer einst Perserkatzen als Schiffskatzen aus dem Süden mitgebracht, die sich mit einheimischen Hauskatzen kreuzten und über Jahrhunderte zum heutigen Typ führten. Auch natürlich auftretende Mutationen verwilderter Hauskatzen hätten zu diesem Ergebnis führen können, wozu vier spontane Mutationen in Norwegen hätten erfolgen müssen.
Die gezielte Zucht der Norwegischen Waldkatze begann in den 1930ern, als ein Zuchtprogramm aufgestellt wurde. 1938 war die Norwegische Waldkatze erstmals auf einer Ausstellung in Oslo zu sehen. Bedingt durch den Zweiten Weltkrieg kam die Zucht jedoch wieder zum Erliegen. Anfang der 1970er Jahre erfolgte ein zweiter Anlauf für die Züchtung der Norwegischen Waldkatze. Im September 1972 erhielt die Norwegische Waldkatze schließlich einen vorläufigen Standard, sie wurde von den norwegischen Vereinen zum ersten Mal als eigenständige Rasse akzeptiert und 1972 sogar zur Norwegischen Nationalkatze ernannt. Die Bezeichnung Norsk Skogkatt wurde damit offiziell. Die ersten Zuchtkatzen wurden 1975 bei der FIFé registriert. 1977 erhielt mit  Pans Truls, einem dreijährigen Kater, die erste Norwegische Waldkatze vollen Zertifikatsstatus bei der FIFé. Auch in anderen Ländern Europas erregte die neue anerkannte Rasse Interesse. Nach Anerkennung durch die FIFé waren aber vorerst nur Katzen ab der vierten Generation für den Export zugelassen. Seit den 1980er Jahren erfreut sich die Norwegische Waldkatze in ganz Europa und auch in Deutschland zunehmender Beliebtheit.

## Beschreibung

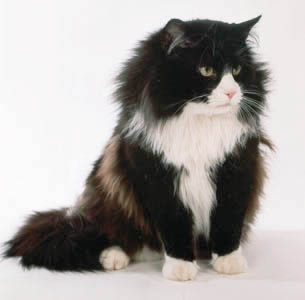
Norwegischer Waldkater, schwarz mit weißen Handschuhen, im charakteristisch dicken Winterfell

Die Norwegische Waldkatze zählt zu den Halblanghaarkatzen und ist neben der Maine-Coon- und der Ragdoll-Katze eine der größten Rassekatzen. Ihre Erscheinung verdankt die Norwegische Waldkatze dem extremen Klima in ihrer skandinavischen Heimat. Sie ist groß, kräftig und muskulös gebaut, sehr robust und besitzt ein doppellagiges Fell aus dichter Unterwolle und aus stark wasserabweisendem Deckhaar, das durch eine dünne Schicht aus noch längeren Grannenhaaren, die fein über dem Fell liegt, unterstützt wird (dies wirkt wie eine dritte Haarschicht). Wie fast alle Katzen aus gemäßigten und subpolaren Breiten verändert auch die Norwegische Waldkatze im Wechsel der Jahreszeiten ihr Fell. Die Norwegische Waldkatze trägt im Winter ebenso wie die Sibirische Katze ein charakteristisch dickes Winterfell, es ist unter dem Bauch, am Hals, an Brust und am Schwanz besonders lang und mit dichter Unterwolle versehen, so dass sie auch klirrender Kälte von minus 30 Grad und Regenwetter trotzt. Die langen, glänzenden Deckhaare sind bei der Norwegischen Waldkatze (im Gegensatz zur Maine Coon) leicht ölig, daher schwer herabfallend und somit wasserabweisend, damit auch keine Nässe an die Haut kann. Das Fell der Norweger ist nicht so seidig wie das der Maine Coon, sondern wirkt eher ein bisschen zottig. Zwischen den Ballen der Pfoten befinden sich wie bei allen Langhaarkatzen Haarbüschel. Bei den Waldkatzenrassen werden diese sogenannten „Schneeschuhe“ besonders ausgeprägt gewünscht. Im Sommer ist das Unterfell meist sehr spärlich entwickelt, oft lassen nur die langen Schwanzhaare auf eine Halblanghaarkatze schließen. Bei nichtkastrierten Katzen ist der Unterschied von Winterfell zu Sommerfell wesentlich größer. Kastrierte Katzen zeigen auch im Sommer noch recht üppiges Haarkleid.

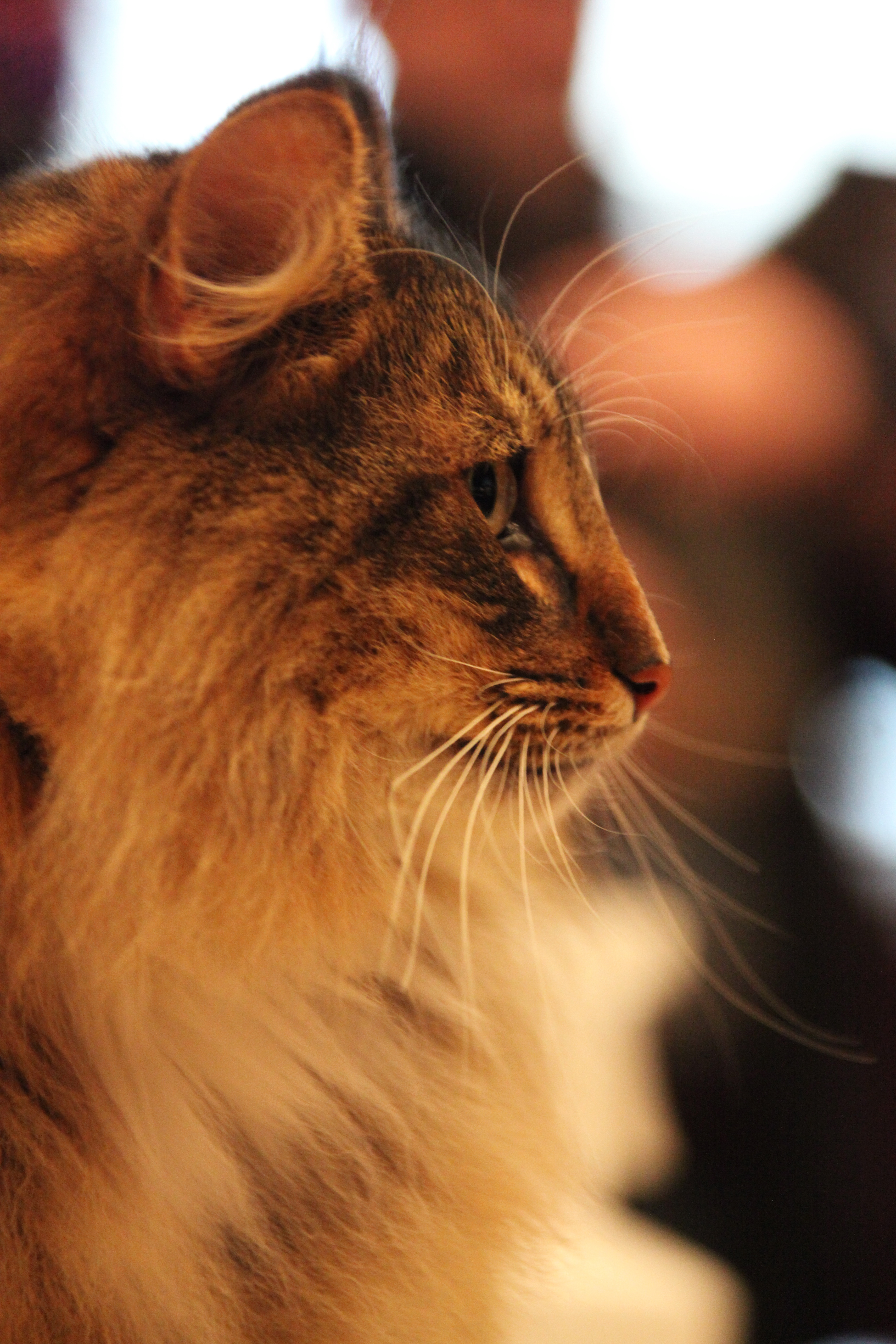
Norwegische Waldkatze im Profil

Im Vergleich zur bei uns verbreiteten kurzhaarigen Form der Europäischen Hauskatze ist die Norwegische Waldkatze meist größer, überwiegend getigert oder schwarz – mit und ohne weiß – typisch mit weißen Handschuhen. Unter den noch immer vorhandenen unregistrierten halblanghaarigen Bauernhofkatzen überwiegen in den nördlichen Regionen vor allem getigerte Katzen, an den grauen Felsenküsten sind die Norweger-Katzen häufiger von schwarzer Fellfarbe mit und ohne Weiß-Anteil. Es gibt die Norwegische Waldkatze aber in allen Hauskatzenfarben.
Die Norwegische Waldkatze hat einen langgestreckten Körper, erscheint jedoch hochbeiniger als die Maine Coon und die Sibirische Katze. Der Standard fordert explizit ihre Hinterbeine höher als die Vorderbeine. Jedoch ist dies prinzipiell mehr oder weniger bei allen Katzen der Fall. Das Gesicht der typischen Norwegerkatze erscheint dreieckig. Die Ohren sind hochplatziert, innen mit starken Fellbüscheln und oft auch an den Spitzen mit luchsartigen Haarpinseln versehen. Die sehr langen Schnurrhaare unterstreichen die Dreiecksform des Gesichtes, die Halskrause soll gut entwickelt sein, an den Beinen trägt die Norwegische Waldkatze Knickerbocker. Der Schwanz ist lang und buschig. Das Profil zeigt keinen Stopp. Es ist lang und – im Gegensatz zu dem der Sibirischen Katze und der Maine Coon – vollkommen gerade. Das Kinn ist kräftig. Die Norwegische Waldkatze ist erst im Alter von drei bis vier Jahren ausgewachsen. Erst dann hat sie ihr Endgewicht und ihre volle Größe erreicht.

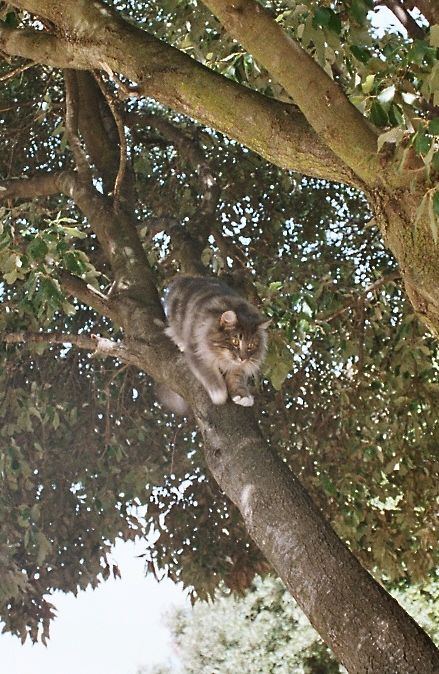
Norwegische Waldkatze beim Baumabstieg

Da Norweger sich lange Zeit natürlich entwickelten, haben sie nur selten Fortpflanzungsprobleme. Frühgeburten, lebensschwache Jungtiere, Totgeburten und Geburtsstörungen im Sinne von Schwergeburten, wie sie bei manchen, seit langem gezüchteten Rassen oder solchen mit sehr kleinem Genpool häufig sind, treten eher selten auf.
Die Norwegische Waldkatze kann außerordentlich gut klettern und aufgrund ihrer Größe und Geschmeidigkeit sehr hoch und auch tief hinab springen. Kopfüber an Bäumen senkrecht herunterklettern, wie oft behauptet, kann sie jedoch rein anatomisch (keine rückwärts gebogenen Krallen) genauso wenig wie andere Hauskatzen. Der Eindruck kann aber leicht entstehen, denn sie bewältigt Baumabstiege zügig zuerst mit weit gespreizten Beinen und Pfoten spiralförmig seitlich kletternd, dann aus beträchtlicher Höhe herabspringend und meist ohne rückwärts klettern zu müssen.

## Verhalten
Norwegische Waldkatzen sind sehr sanft und gutmütig. Sie gelten von ihrem Wesen her als unkompliziert und verspielt und entwickeln eine enge Bindung zum Menschen. Norwegerkatzen sind für gewöhnlich gesellig und akzeptieren auch andere Katzen in ihrem Revier, beispielsweise in der Wohnung.

## Rassestandard

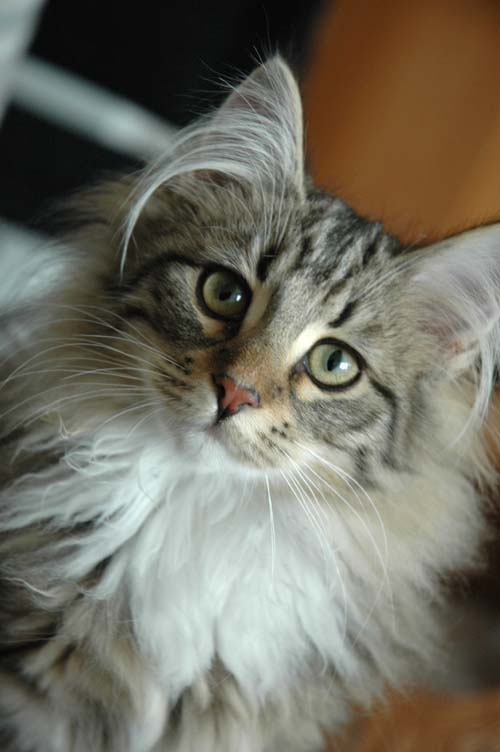
Norwegische Waldkatze mit ausgeprägten Haarbüscheln in den Ohren

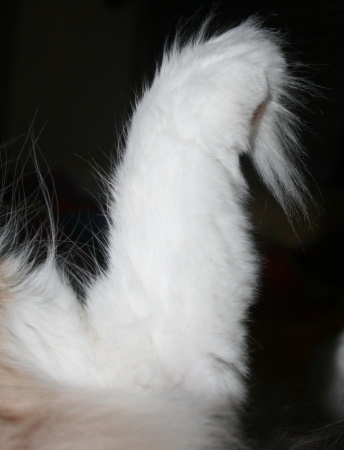
Norwegische Waldkatze mit Schneeschuhen

Zum Rassestandard gehören u. a. die folgenden Merkmale:
- Kopf: dreieckige Form, alle Seiten gleich lang, hohes Profil, Stirn leicht gerundet, langes gerades Profil ohne Unterbrechung (Stop)
- Kinn: kräftig
- Ohren: Form groß, an der Basis breit, spitz zulaufend, luchsartige Haarpinsel (Haarspitzen an den Ohrenenden) und lange Haarbüschel in den Ohren
- Augen: groß und oval, gut geöffnet, leicht schräg gestellt, alle Farben erlaubt unabhängig von der Fellfarbe
- Ausdruck: wachsam
- Körper: lange Struktur, kräftiger Knochenbau
- Beine: kräftig, hochbeinig, Hinterbeine höher als Vorderbeine
- Pfoten: groß, rund mit „Schneeschuhen“
- Schwanz: lang und buschig, reicht mindestens bis zu den Schulterblättern, besser bis zum Nacken
- Fell: halblange Struktur, wolliges Unterfell wird auf dem Rücken und an den Flanken von wasserabstoßendem Deckhaar überdeckt, Deckhaar aus langen groben und (gelegentlich schwach bläulich) glänzenden Grannenhaaren. Eine voll im Fell stehende Katze besitzt eine Hemdbrust, eine volle Halskrause und Knickerbocker.
- Farbe: Alle Farben sind zugelassen, inklusive aller Farben mit Weiß, mit Ausnahme von Pointed-Abzeichen, Chocolate und Lilac, Cinnamon und Fawn. Jede Menge an Weiß ist erlaubt, zum Beispiel eine weiße Flamme, ein weißes Medaillon, Weiß an der Brust, Weiß an den Pfoten etc.

Bei der FIFé und bei vielen freien Verbänden ist die Norwegische Waldkatze seit dem 1. Januar 2005 auch in den Farben Amber und Amber-Light anerkannt, ein zimtähnlicher bzw.  Apricotfarbton, die erst bei erwachsenen Tieren voll zur Geltung kommen. Tiere dieser Farben werden mit kräftigem sehr kontrastreichen Tabbymuster geboren, das mit zunehmendem Alter zu amberfarben verblasst. 2007 identifizierte Marc Peterschmitt aus Frankreich in seiner Doktorarbeit die Fellfarbe Amber als eigenständige Mutation des schwarzen Pigments. Sie befindet sich auf dem für Katzen erstmals entdeckten Extensionlocus. Er wies damit nach, dass Amber keine durch Einkreuzung von Fremdrassen verursachte Variante von cinnamon, sondern eine eigenständige und ausschließlich bei der norwegischen Waldkatze vorkommende Farbe ist.

## Trivia
Die oft zu lesende Behauptung, Abbildungen der Norsk Skogkatt würden sich bereits auf alten Wikingermünzen finden, ist falsch, denn von den Wikingern wurden keine Münzen geprägt.
In der altnordischen Mythologie zogen zwei Katzen den Wagen der Fruchtbarkeitsgöttin Freya. In der Edda ist jedoch keine Beschreibung von Langhaarigkeit enthalten. In norwegischen Märchen finden sich Hinweise auf koboldhaft wirkende Zauber- oder Trollkatzen (norwegisch Trolldom „Zauber“) mit langen buschigen Schwänzen.